# Haltepunkt Krefeld-Hohenbudberg Chempark

Der Haltepunkt Krefeld-Hohenbudberg Chempark ist ein Haltepunkt im Chempark Krefeld-Uerdingen Krefelder Stadtteil Hohenbudberg. Er hieß ursprünglich Hohenbudberg Bayerwerk, nach dem damaligen Werks der Bayer AG.

## Lage und Aufbau
Der Haltepunkt befindet sich im Norden Uerdingens am östlichen Bereich des Chemparks Hohenbudberg. Er verfügt über einen 140 Meter langen und 76 Zentimeter hohen Mittelbahnsteig und ist nicht barrierefrei ausgebaut.

## Geschichte
Die Bayer AG beabsichtigte 1961 eine Werksvergrößerung auf dem Gelände der Zweigstrecke Krefeld-Uerdingen – Homberg. Für die Berufspendler zum Bayerwerk wurde daher im gleichen Jahr der Haltepunkt Hohenbudberg Bayerwerk an der Strecke Duisburg – Krefeld eingerichtet, der den an der Zweigstrecke gelegenen Haltepunkt Hohenbudberg ersetzte. 2013 wurde er wie die anderen nach Bayerwerken benannten Bahnstationen in Chempark umbenannt und bekam den Stadtnamen Krefeld als Präfix in den Namen dazu.

## Bedienung

### Schienenpersonenverkehr
Der Haltepunkt wird von den Regionalbahnlinien RB33 Rhein-Niers-Bahn und RB35 Emscher-Niederrhein-Bahn bedient. Sie bedienen ihn beide im Stundentakt zwischen Duisburg und Mönchengladbach, ergänzen sich aber zum Halbstundentakt. Die RB33 verkehrt über Mönchengladbach nach Aachen und die RB35 über Duisburg nach Gelsenkirchen.
| Linie | Linienverlauf | Takt   |
| ----- | --- | ------ |
| RB 33 | Rhein-Niers-Bahn: Essen-Steele – Essen Hbf – Essen West – Mülheim (Ruhr) Hbf – Mülheim (Ruhr)-Styrum – Duisburg Hbf – Duisburg-Hochfeld Süd – Rheinhausen Ost – Rheinhausen – Krefeld-Hohenbudberg Chempark – Krefeld-Uerdingen – Krefeld-Linn – Krefeld-Oppum – Krefeld Hbf – Forsthaus – Anrath – Viersen – Mönchengladbach Hbf – Rheydt Hbf – Wickrath – Herrath – Erkelenz – Hückelhoven-Baal – Brachelen – Lindern – Geilenkirchen – Übach-Palenberg – Herzogenrath – Kohlscheid – Aachen West – Aachen Schanz – Aachen Hbf Stand: Fahrplanwechsel Juni 2022 | 60 min |
| RB 35 | Emscher-Niederrhein-Bahn: Gelsenkirchen Hbf – Essen Zollverein Nord – Essen-Altenessen – Essen-Bergeborbeck – Essen-Dellwig – Oberhausen Hbf – Duisburg Hbf – Duisburg-Hochfeld Süd – Rheinhausen Ost – Rheinhausen – Krefeld-Hohenbudberg Chempark – Krefeld-Uerdingen – Krefeld-Linn – Krefeld-Oppum – Krefeld Hbf – Forsthaus – Anrath – Viersen – Mönchengladbach Hbf Stand: Fahrplanwechsel Dezember 2021 | 60 min |

### Verknüpfung mit dem ÖPNV
Bevor das Bayerwerk im Jahre 2004/2005 nach Süden vergrößert wurde, gab es eine Bushaltestelle Hohenbudberg Bayerwerk Bf direkt an der Bahnstation an der damaligen Friedensstraße. Sie wurde von den Linien 054 und 927 der SWK Mobil bedient, welche über die Friedensstraße zur Verbindungsstraße Uerdingen–Rumeln-Kaldenhausen verkehrte und diese dann in südlicher Richtung zum Bahnhof Uerdingen und Krefeld-Innenstadt, die 054 darüber hinaus bis Willich-Anrath. Die 927 verkehrte in nördlicher Richtung nach Duisburg-Rheinhausen. Als das Bayerwerk sich 2004/2005 nach Süden vergrößerte musste die Friedensstraße geschlossen werden. Seitdem verkehrt die Linie 927 parallel zur Eisenbahnstrecke und die 054 wurde westlich der Friedensstraße gekappt. Die nächstgelegene Haltestelle der 927 ist Chempark Tor 2. Im Nachtverkehr verkehrt die Linie NE27 von Duisburg-Rheinhausen nach Krefeld, endet jedoch meistens an der Haltestelle Chempark Tor 2.
| Linie | Linienverlauf |        |
| ----- | --- | ------ |
| 927   | Rheinhausen Markt – Rheinhausen Bf – Rheinhausen Bf/Kaiserstraße – Friemersheim – Hohenbudberg Chempark Tor 2 – Krefeld-Uerdingen Bf – Bockumer Platz – Krefeld-Rheinstraße – Krefeld Hbf |        |
| NE27  | Rheinhausen Markt – Rheinhausen Bf – Rheinhausen Bf/Kaiserstraße – Friemersheim – Hohenbudberg Chempark Tor 2 – Krefeld-Uerdingen Bf – Bockumer Platz – Krefeld-Rheinstraße – Krefeld Hbf | 60 min |